# منزیتئوس
منزیتئوس یا منه‌زیتئوس آتنی (Mnesitheus) پزشک بقراطی یونانی بود که در نیمهٴ دوم، و احتمالاً در ربع آخر سدهٴ چهارم ق م برآمد. او شاگرد پراکساگوراس و یکی از بزرگ‌ترین پزشکان عصر خویش بود.
منزیتئوس یک مجموعهٴ طبی نوشت حاوی افکار اصیلی دربارهٴ طبقه‌بندی بیماری‌ها و رساله‌ای دربارهٴ پرهیز غذایی به نگارش درآورد. او پژوهش‌های کالبدشناختی (بر روی جانوران) انجام داد. جالینوس و اوریباسیوس از او نقل قول کرده‌اند.